# Megalinus glabratus
Megalinus glabratus är en skalbaggsart som först beskrevs av Johann Ludwig Christian Gravenhorst 1802.  Megalinus glabratus ingår i släktet Megalinus, och familjen kortvingar. Arten är reproducerande i Sverige.